# Kanurennsport-Europameisterschaften 2022

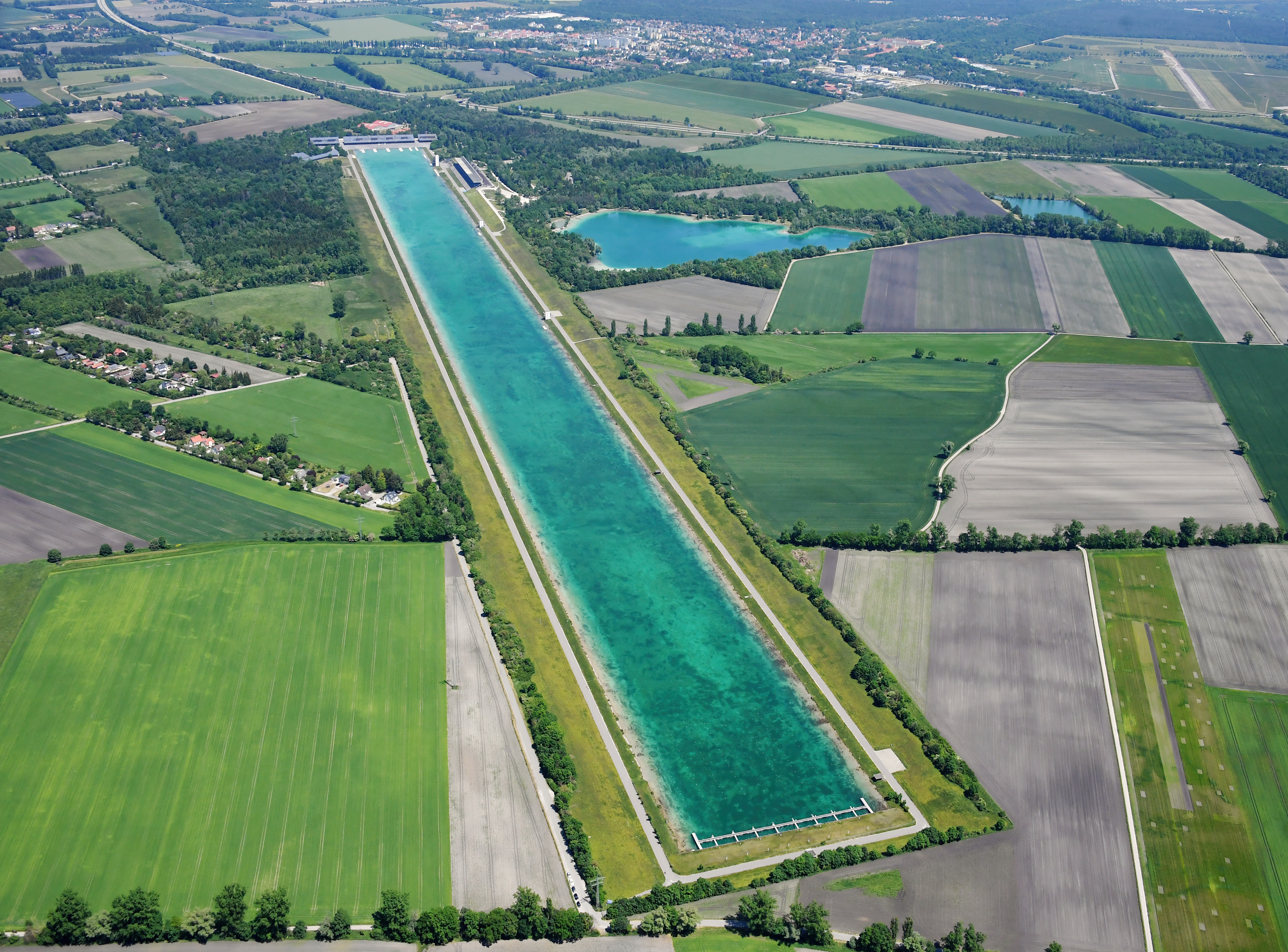
Die Regattastrecke Oberschleißheim

Die Kanurennsport-Europameisterschaften 2022 wurden von 18. bis 21. August 2022 an der Regattaanlage Oberschleißheim in München ausgetragen. Die Europameisterschaften waren Teil der 2. European Championships 2022. Da das Becken der Regattastrecke eine Länge von reichlich zwei Kilometern hat, wurde für längere Distanzen wie den 5000 m Kanadier C1 und Kajak K1 ein Rundkurs von etwa 800 m angelegt.

## Ergebnisse

### Männer

#### Kanadier
| Disziplin | Disziplin | Gold                                     | Gold          | Silber                                                                         | Silber        | Bronze                                  | Bronze        |
| --------- | --------- | ---------------------------------------- | ------------- | ------------------------------------------------------------------------------ | ------------- | --------------------------------------- | ------------- |
| C1        | 200 m     | Henrikas Žustautas                       | 39,832 s      | Pablo Graña                                                                    | 39,894 s      | Oleksii Koliadych                       | 40,166 s      |
| C1        | 500 m     | Martin Fuksa                             | 1:47,183 min  | Serghei Tarnovschi                                                             | 1:48,160 min  | Catalin Chirila                         | 1:48,364 min  |
| C1        | 1000 m    | Cătălin Chirilă                          | 3:49,681 min  | Martin Fuksa                                                                   | 3:50,032 min  | Carlo Tacchini                          | 3:51,637 min  |
| C1        | 5000 m    | Sebastian Brendel                        | 22:50,803 min | Balázs Adolf                                                                   | 22:52,684 min | Carlo Tacchini                          | 23:13,346 min |
| C2        | 200 m     | PolenAleksander Kitewski Arsen Śliwiński | 36,919 s      | SpanienAntoni Segura Alfonso Benavides LitauenHenrikas Žustautas Vadim Korobov | 37,592 s      |                                         |               |
| C2        | 500 m     | SpanienJoan Antoni Moreno Adrian Sieiro  | 1:44,822      | PolenWiktor Glazunow Tomasz Barniak                                            | 1:45,499      | DeutschlandSebastian Brendel Tim Hecker | 1:45,510      |
| C2        | 1000 m    | DeutschlandSebastian Brendel Tim Hecker  | 3:32,896 min  | ItalienNicolae Craciun Daniele Santini                                         | 3:34,317 min  | UngarnBalázs Adolf Dániel Fejes         | 3:34,585 min  |

#### Kajak
| Disziplin | Disziplin | Gold                                                                     | Gold          | Silber                                                                 | Silber        | Bronze                                                                                  | Bronze        |
| --------- | --------- | ------------------------------------------------------------------------ | ------------- | ---------------------------------------------------------------------- | ------------- | --------------------------------------------------------------------------------------- | ------------- |
| K1        | 200 m     | Kevin Santos                                                             | 36,975 s      | Roberts Akmens                                                         | 37,028 s      | Petter Menning                                                                          | 37,055 s      |
| K1        | 500 m     | Jacob Schopf                                                             | 1:38,012 min  | Ádám Varga                                                             | 1:38,237 min  | Fernando Pimenta                                                                        | 1:38,803 min  |
| K1        | 1000 m    | Bálint Kopasz                                                            | 3:29,898 min  | Fernando Pimenta                                                       | 3:31,964 min  | Artuur Peters                                                                           | 3:32,401 min  |
| K1        | 5000 m    | Fernando Pimenta                                                         | 20:14,447 min | Walter Bouzan                                                          | 20:17,659 min | Rafal Rosolski                                                                          | 20:44,717 min |
| K2        | 200 m     | ItalienManfredi Rizza Andrea Di Liberto                                  | 31,662 s      | PolenJakub Stepun Bartosz Grabowski                                    | 31,673 s      | LitauenArtūras Seja Ignas Navakauskas                                                   | 31,678 s      |
| K2        | 500 m     | UngarnBence Nádas Bálint Kopasz                                          | 1:31,141 min  | DeutschlandFelix Frank Moritz Florstedt                                | 1:31,434 min  | LitauenMindaugas Maldonis Andrej Olijnik                                                | 1:32,210 min  |
| K2        | 1000 m    | DeutschlandMartin Hiller Tamas Grossmann                                 | 3:13,812      | SpanienFrancisco Cubelos Iñigo Peña                                    | 3:14,505      | ItalienSamuele Burgo Andrea Schera                                                      | 3:15,062      |
| K4        | 500 m     | DeutschlandMax Rendschmidt Tom Liebscher Jacob Schopf Max Lemke          | 1:20,282 min  | SlowakeiSamuel Baláž Denis Myšák Csaba Zalka Adam Botek                | 1:20,877 min  | FrankreichGuillaume Burger Maxime Beaumont Quilian Koch Guillaume Le Floch Decorchemont | 1:20,902 min  |
| K4        | 1000 m    | DeutschlandTobias-Pascal Schultz Tom Liebscher Martin Hiller Felix Frank | 2:53,174 min  | SpanienFrancisco Cubelos Roi Rodríguez Pedro Vázquez Llenín Íñigo Peña | 2:53,627 min  | UngarnMárk Mizsér Kornél Béke Csaba Erdőssy Tamás Erdélyi                               | 2:55,748 min  |

#### Paracanoeing
| Disziplin | Disziplin | Gold                | Gold         | Silber                                      | Silber                                      | Bronze                                      | Bronze                                      |
| --------- | --------- | ------------------- | ------------ | ------------------------------------------- | ------------------------------------------- | ------------------------------------------- | ------------------------------------------- |
| KL 1      | 200 m     | Péter Kiss          | 46,400 s     | Esteban Farias                              | 47,404 s                                    | Remy Boulle                                 | 48,066 s                                    |
| KL 2      | 200 m     | Federico Mancarella | 41,729 s     | Mykola Synjuk                               | 42,224 s                                    | David Phillipson                            | 42,698 s                                    |
| KL 3      | 200 m     | Juan Antonio Valle  | 40,939 s     | Mateusz Surwilo                             | 41,466 s                                    | Jonathan Young                              | 42,006 s                                    |
| VL 1      | 200 m     | Alessio Bedin       | 1:05,534 min | Keine Medaille vergeben da nur ein Starter. | Keine Medaille vergeben da nur ein Starter. | Keine Medaille vergeben da nur ein Starter. | Keine Medaille vergeben da nur ein Starter. |
| VL 2      | 200 m     | Tamás Juhász        | 53,948 s     | Higinio Rivero                              | 55,159 s                                    | Norberto Mourão                             | 55,472 s                                    |
| VL 3      | 200 m     | Jack Eyers          | 47,214 s     | Vladyslav Yepifanov                         | 48,932 s                                    | Eddie Potdevin                              | 49,104 s                                    |

### Frauen

#### Kanadier
| Disziplin | Disziplin | Gold                                             | Gold          | Silber                            | Silber       | Bronze                                 | Bronze        |
| --------- | --------- | ------------------------------------------------ | ------------- | --------------------------------- | ------------ | -------------------------------------- | ------------- |
| C1        | 200 m     | Antia Jacome                                     | 48,642 s      | Ljudmyla Lusan                    | 49,271 s     | Vanesa Tot                             | 49,489 s      |
| C1        | 500 m     | María Corbera                                    | 2:03,586 min  | Ljudmyla Lusan                    | 2:05,096 min | Vanesa Tot                             | 2:06,682 min  |
| C1        | 5000 m    | María Corbera                                    | 25:46,953 min | Annika Loske                      | 26:42.746    | Liudmyla Babak                         | 26:48,788 min |
| C2        | 200 m     | UngarnGiada Bragato Bianka Nagy                  | 44,066 s      | SpanienAntia Jacome Maria Corbera | 44,118 s     | DeutschlandLisa Jahn Sophie Koch       | 44,879 s      |
| C2        | 500 m     | UkraineLjudmyla Lusan Anastassija Tschetwerikowa | 1:57,672 min  | UngarnGiada Bragato Bianka Nagy   | 1:58,942 min | PolenSylwia Szczerbińska Julia Walczak | 1:59,572 min  |

#### Kajak
| Disziplin | Disziplin | Gold                                                           | Gold          | Silber                                                                       | Silber        | Bronze                                                    | Bronze        |
| --------- | --------- | -------------------------------------------------------------- | ------------- | ---------------------------------------------------------------------------- | ------------- | --------------------------------------------------------- | ------------- |
| K1        | 200 m     | Emma Jørgensen                                                 | 39,848 s      | Anja Osterman                                                                | 40,061 s      | Marta Walczykiewicz                                       | 41,134 s      |
| K1        | 500 m     | Anna Pulawska                                                  | 1:53,881 min  | Eszter Rendessy                                                              | 1:54,981 min  | Emma Jørgensen Anja Osteman                               | 1:55,206 min  |
| K1        | 1000 m    | Noémi Pupp                                                     | 4:00,276 min  | Justyna Iskrzycka                                                            | 4:00,542 min  | Isabel M. Contreras                                       | 4:01,419 min  |
| K1        | 5000 m    | Emese Kohalmi                                                  | 22:54,862 min | Susanna Cicali                                                               | 22:55,712 min | Eva Barrios                                               | 22:55,775 min |
| K2        | 200 m     | Ungarn                                                         | 37,352 s      | Polen                                                                        | 37,568 s      | Deutschland                                               | 38,690 s      |
| K2        | 500 m     | PolenKarolina Naja Anna Puławska                               | 1:41,418 min  | BelgienHermien Peters Lize Broekx                                            | 1:42,230 min  | DeutschlandPaulina Paszek Jule Hake                       | 1:42,702 min  |
| K2        | 1000 m    | UngarnEmese Kőhalmi Eszter Rendessy                            | 3:33,942 min  | PolenJustyna Iskrzycka Katarzyna Kołodziejczyk                               | 3:34,606 min  | SpanienLaia Pelachs Begoña Lazkano                        | 3:36,942 min  |
| K4        | 500 m     | PolenKarolina Naja Anna Puławska Adrianna Kąkol Dominika Putto | 1:35,251 min  | DänemarkFrederikke Matthiesen Sara Milthers Pernille Knudsen Bolette Iversen | 1:37,709 min  | UngarnBlanka Kiss Anna Lucz Zsoka Csikos Alida Dóra Gazsó | 1:37,752 min  |

#### Paracanoeing
| Disziplin | Disziplin | Gold              | Gold         | Silber               | Silber       | Bronze                  | Bronze       |
| --------- | --------- | ----------------- | ------------ | -------------------- | ------------ | ----------------------- | ------------ |
| KL 1      | 200 m     | Edina Müller      | 52,776 s     | Eleonora de Paolis   | 54,371 s     | Maryna Mazhula          | 54,659 s     |
| KL 2      | 200 m     | Emma Wiggs        | 47,845 s     | Charlotte Henshaw    | 49,887 s     | Katalin Varga           | 50,826 s     |
| KL 3      | 200 m     | Laura Sugar       | 47.443 s     | Nelia Barbosa        | 47,784 s     | Hope Gordon             | 48,264 s     |
| VL 1      | 200 m     | Lillemor Köper    | 1:20,886 min | Esther Bode          | 1:22,677 min | Karolina Bronowicz      | 1:30,762 min |
| VL 2      | 200 m     | Emma Wiggs        | 56,036 s     | Jeanette Chippington | 1:01,034 min | Katharina Bauernschmidt | 1:04,521 min |
| VL 3      | 200 m     | Charlotte Henshaw | 57,020 s     | Hope Gordon          | 57,190 s     | Nataliia Lahutenko      | 1:01,922 min |

## Medaillenspiegel
| Platz | Land                   | Gold | Silber | Bronze | Gesamt |
| ----- | ---------------------- | ---- | ------ | ------ | ------ |
| 1     | Ungarn                 | 9    | 4      | 4      | 17     |
| 2     | Deutschland            | 8    | 3      | 5      | 16     |
| 3     | Spanien                | 5    | 7      | 3      | 15     |
| 4     | Vereinigtes Königreich | 5    | 3      | 3      | 11     |
| 5     | Polen                  | 4    | 6      | 5      | 15     |
| 6     | Italien                | 2    | 4      | 3      | 9      |
| 7     | Portugal               | 2    | 1      | 2      | 5      |
| 8     | Ukraine                | 1    | 4      | 3      | 8      |
| 9     | Litauen                | 1    | 1      | 2      | 4      |
| 10    | Dänemark               | 1    | 1      | 1      | 3      |
| 11    | Tschechien             | 1    | 1      | —      | 2      |
| 12    | Rumänien               | 1    | —      | 1      | 2      |
| 13    | Frankreich             | —    | 1      | 3      | 4      |
| 14    | Belgien                | —    | 1      | 1      | 2      |
| 14    | Slowenien              | —    | 1      | 1      | 2      |
| 16    | Lettland               | —    | 1      | —      | 1      |
| 16    | Moldau                 | —    | 1      | —      | 1      |
| 16    | Slowakei               | —    | 1      | —      | 1      |
| 19    | Kroatien               | —    | —      | 2      | 2      |
| 20    | Schweden               | —    | —      | 1      | 1      |
| Total | Total                  | 40   | 41     | 40     |        |